# Steel Panthers
Steel Panthers — загальна назва серії тактичних покрокових воєнних відеоігор для комп'ютерів типу IBM PC. В іграх використовується зброя з часів Другої світової війни до нашого часу. Від 1995 до 1997 року три частини гри Steel Panthers розробила та продавала компанія Strategic Simulations, Inc.; дизайн та програмування ігор виконали Гері Грігсбі та Кейт Брорс. Пізніше права на гру передано двом самодіяльним групам програмістів.

## Суть гри
Всі ігри серії досить схожі за можливостями і зовнішнім виглядом і є воєнними іграми, що симулюють тактичну битву армійських підрозділів розміром до бригади включно.
Бій відбувається в покроковому режимі та відрізняється високою достовірністю моделювання бою.

## Ігри серії
- Steel Panthers (1995)
- Steel Panthers II: Modern Battles (1996)
- Steel Panthers III: Brigade Command 1939—1999 (1997)